# Campoplex spretus
Campoplex spretus är en stekelart som först beskrevs av Woldstedt 1877.  Campoplex spretus ingår i släktet Campoplex och familjen brokparasitsteklar. Inga underarter finns listade.